# مفدرون
مفدرون (به انگلیسی: Mephedrone) یک ماده مخدر از نوع محرک است
مفدرون به نام‌های ۴-متیل مت‌کاتینون (4MMC) یا ۴-متیل افدرون نیز شناخته می‌شود.
مفدرون در دسته کاتینون قرار دارد
مفدرون به صورت سنتیتک ساخته می‌شود و اثراتی مشابه با اکستاسی و آمفتامین و کوکائین دارد
مفدرون به صورت قرص و پودر موجود است و می‌تواند به صورت خوراکی یا اسنیف یا تزریقی استفاده شود.